# Vstiš
Vstiš (německy Stich) je obec v okrese Plzeň-jih v Plzeňském kraji. Žije zde 571 obyvatel.

## Historie
První písemná zmínka o vesnici pochází z roku 1243.
Východně od Kastelského rybníka byl v letech 1893–1904 v provozu černouhelný důl Bayer, který byl pojmenován po Kajetánu Bayerovi, prvním řediteli Západočeského horního a hutního spolku. Důl dosáhl hloubky 761 metrů a provozoval jej Západočeský báňský akciový spolek.

## Obyvatelstvo
| Rok            | 1869 | 1880 | 1890 | 1900 | 1910 | 1921 | 1930 | 1950 | 1961 | 1970 | 1980 | 1991 | 2001 | 2011 | 2021 |
| -------------- | ---- | ---- | ---- | ---- | ---- | ---- | ---- | ---- | ---- | ---- | ---- | ---- | ---- | ---- | ---- |
| Počet obyvatel | 381  | 419  | 478  | 772  | 788  | 862  | 862  | 618  | 551  | 484  | 464  | 378  | 371  | 439  | 579  |
| Počet domů     | 54   | 57   | 60   | 96   | 103  | 107  | 128  | 113  | 108  | 110  | 115  | 122  | 125  | 126  | 212  |

## Obecní správa

### Obecní symboly
Znak a vlajka byly obci uděleny rozhodnutím předsedy Poslanecké sněmovny Parlamentu České republiky dne 25. března 2005.

## Pamětihodnosti
- Venkovská usedlost čp. 11 na návsi